# Nunatak Craigdallic
Nunatak Craigdallic är en nunatak i Antarktis. Den ligger i Västantarktis. Argentina, Chile och Storbritannien gör anspråk på området.
Terrängen runt Nunatak Craigdallic är kuperad västerut, men norrut är den platt. Havet är nära Craigdallic åt sydost. Trakten är obefolkad. Det finns inga samhällen i närheten. 